# Giải Alfréd Rényi
Giải Alfréd Rényi là một giải thưởng hàng năm của Viện Toán học Alfréd Rényi thuộc Viện hàn lâm Khoa học Hungary, được trao cho một hoặc 2 thành viên của viện, để nhìn nhận công lao đóng góp của họ trong nghiên cứu Toán học trong vòng 5 năm qua. Giải được lập năm 1972 và được đặt theo tên Alfréd Rényi, người sáng lập Viện.

## Các người đoạt giải
- 1972 Gábor Halász (*)
- 1973 Endre Szemerédi
- 1974 József Szabados
- 1975 János Komlós
- 1976 Gyula O. H. Katona
- 1977 András Sárközy, Gábor Tusnády (*) (không nhận giải)
- 1984 József Beck, Péter Vértesi
- 1985 Zoltán Füredi, János Pintz
- 1986 Emil Kiss, Imre Z. Ruzsa
- 1987 Hajnal Andréka, János Körner
- 1988 Imre Bárány, József Fritz (*)
- 1989 Péter Major (*), István Berkes
- 1990 Phạm Ngọc Ánh
- 1991 Antal Balog, Ervin Győri
- 1992 János Pach
- 1993 László Pyber, Lajos Soukup
- 1994 Nándor Simányi, Gábor Simonyi
- 1996 Endre Makai, Katalin Marton
- 1997 Gábor Fejes Tóth
- 1998 András Kroó
- 1999 Gábor Tardos
- 2000 Péter Pál Pálfy (*)
- 2001 Mátyás Domokos
- 2002 László Márki
- 2005 András Stipsicz
- 2007 András Némethi
- 2009 Gábor Elek
- 2011 Géza Tóth
- 2013 Gergely Harcos, Endre Szabó
- 2015 András Biró, Károly Böröczky
- 2017 Miklós Abért

(*) Liên kết tới bài trên Wikipedia tiếng Hungary.